# Paulo Francisco Machado

Wappen von Paulo Francisco Machado.

Paulo Francisco Machado (* 13. Oktober 1952 in Andorinhas) ist ein brasilianischer Geistlicher und römisch-katholischer Bischof von Uberlândia.

## Leben
Paulo Francisco Machado empfing am 11. Dezember 1977 die Priesterweihe für das Bistum Petrópolis.
Papst Johannes Paul II. ernannte ihn am 12. Mai 2004 zum Weihbischof in Juiz de Fora und Titularbischof von Caliabria. Der Erzbischof von Juiz de Fora, Eurico dos Santos Veloso, spendete ihm am 25. Juli desselben Jahres die Bischofsweihe; Mitkonsekratoren waren Alano Maria Pena OP, Erzbischof von Niterói, und Filippo Santoro, Bischof von Petrópolis. Als Wahlspruch wählte er CHRISTO ET ECCLESIÆ.
Papst Benedikt XVI. ernannte ihn am 2. Januar 2008 zum Bischof von Uberlândia.